# Longing ~ Togireta Melody
Longing～跡切れたmelody～ (Longing - Togireta Melody) è un singolo degli X Japan. Il disco, in formato mini cd, contiene due tracce, la canzone e la sua versione karaoke. Il brano è una ballad di oltre sette minuti scritta da Yoshiki. È il secondo singolo che la band ha pubblicato sotto la Atlantic Records.

## Tracce
1. Longing～跡切れたmelody～ - 7:45 (Yoshiki - Yoshiki)
2. Longing～跡切れたmelody～ (Original Karaoke) - 7:40 (Yoshiki - Yoshiki)

## Formazione
- Toshi - voce
- Heath - basso
- Pata - chitarra
- Hide - chitarra
- Yoshiki - batteria & pianoforte